# 萨巴赫丁亲王

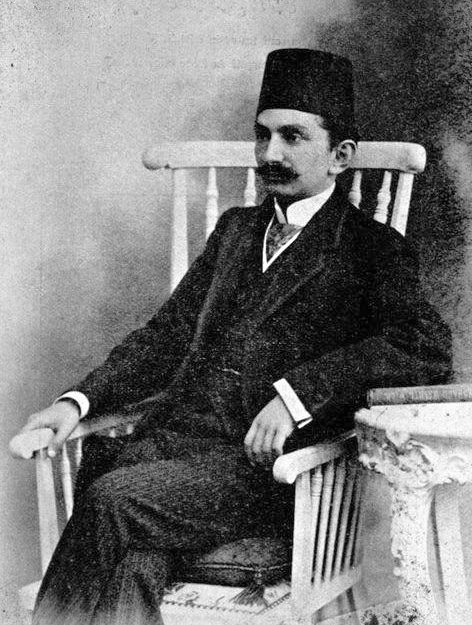
萨巴哈丁亲王 (1900年)

萨巴哈丁亲王（土耳其語：Prince Sabahaddin de Neuchâtel，1879年2月13日—1948年6月30日），是奥斯曼帝国皇室成员、立宪派政治人物、社会学家。他于19世纪末与20世纪初在帝国内部以推进民主化而著称，并因此遭到长期流放。他还是自由和谐党的创始人之一，致力于反对苏丹的绝对统治。萨巴哈丁亲王作为埃米尔·涂尔干的追随者，也被认为是土耳其社会学的奠基人之一。